# 47086 Shinseiko
47086 Shinseiko è un asteroide della fascia principale. Scoperto nel 1999, presenta un'orbita caratterizzata da un semiasse maggiore pari a 2,7974218 UA e da un'eccentricità di 0,1989035, inclinata di 14,47464° rispetto all'eclittica.